# Poniemuńce
Poniemuńce (biał. Панямонцы, Paniamoncy; ros. Понемонцы, Poniemoncy) – wieś na Białorusi, w obwodzie grodzieńskim, w rejonie lidzkim, w sielsowiecie Bielica, nad Niemnem.

## Historia
W XIX i w początkach XX w. położone były w Rosji, w guberni wileńskiej, w powiecie lidzkim, w gminie Bielica. Należały wówczas do książąt Wittgensteinów.
W dwudziestoleciu międzywojennym leżały w Polsce, w województwie nowogródzkim, w powiecie lidzkim, w gminie Bielica. W 1921 miejscowość liczyła 409 mieszkańców, zamieszkałych w 80 budynkach, w tym 408 Białorusinów i 1 Polaka. 406 mieszkańców było wyznania prawosławnego, 2 mojżeszowego i 1 rzymskokatolickiego.
Po II wojnie światowej w granicach Związku Sowieckiego. Od 1991 w niepodległej Białorusi.